# Малік Евуна
Малі́к Евуна́ (фр. Malick Evouna, нар. 28 листопада 1992, Лібревіль) — габонський футболіст, нападник китайського клубу «Тяньцзінь Теда» та національної збірної Габону.

## Клубна кар'єра
У дорослому футболі дебютував 2008 року виступами за команду клубу «Серкль Мбері», в якій провів чотири сезони. Своєю грою за цю команду привернув увагу представників тренерського штабу іншого габонського клубу, «Мунани», до складу якого приєднався 2012 року. Відіграв за команду з Мунани наступний сезон своєї ігрової кар'єри. В новому клубі був серед найкращих голеодорів, відзначившись 12 забитими голами в 17 іграх чемпіонату.
До складу «Відада» (Касабланка) приєднався 2013 року. 23 жовтня 2013 року Евуна провів першу зустріч в чемпіонаті проти клубу ФЮС і забив два м'ячі, завдяки яким «Відад» здобув перемогу. У своєму першому сезоні в Марокко Малік провів 28 матчів і забив 8 м'ячів. У сезоні 2014/15 нападник, відзначившись 16 разів в 26 зустрічах, став найкращим бомбардиром Чемпіонату і вніс значний внесок у завоювання «Відадом» чемпіонського титулу. Всього за два роки встиг відіграти за клуб з Касабланки 54 матчі в національному чемпіонаті, забивши 24 голи. 
11 липня 2015 року було оголошено про перехід габонця в каїрський «Аль-Аглі», в якому він провів наступний сезон, ставши чемпіоном Єгипту, забивши 12 голів в 24 матчах.
В липні 2016 року перейшов у китайський клуб «Тяньцзінь Теда».

## Виступи за збірну
У 2012 році дебютував в офіційних матчах у складі національної збірної Габону. Наразі провів у формі головної команди країни 10 матчів, забивши 6 голів.
У складі збірної був учасником Кубка африканських націй 2015 року в Екваторіальній Гвінеї. На турнірі Евуна відіграв у всіх трьох матчах групового етапу. У матчі першого туру проти збірної Буркіна-Фасо Маліку вдалося відзначитися забитим м'ячем.